# 決勝時刻：先鋒
《決勝時刻：先鋒》是一款由Sledgehammer Games開發並由動視發行的第一人稱射擊遊戲，於2021年11月5日上架至Microsoft Windows、PlayStation 4、PlayStation 5、Xbox One以及Xbox Series X/S平台。本作是《決勝時刻》系列第18部主要作品，也是系列第6部以第二次世界大战為背景的作品。
遊戲包含傳統單人戰役、多人模式與殭屍模式，當中玩家要化身成來自多個國家的英雄人物前往二戰四大戰區，探索現代特種部隊的起源。如同前作，遊戲也將整合到《使命召唤：战争地带》。
本作支持中文语言（界面和字幕），但是在Steam和Battle.net平台不支持简体中文。

## 劇情
1941年8月，由澳大利亚率领的图卜鲁格老鼠团驻扎在利比亚图卜鲁格。偷袭皇家意大利军的行动失败后，少尉卢卡斯·里格斯（Lucas Riggs，馬丁·科平飾）奉命前去回收英军的补给品，随行战友有二等兵达斯蒙德·“德”·威尔莫特（Desmond "Des" Wilmot）和英军上尉理查德·雅各布斯（Richard Jacobs）。途中，三人捣毁了德军的一处仓库，找到了埃尔温·隆美尔将军的情报，但里格斯由于违抗上级指令，被少校亨利·哈姆斯（Henry Hamms）拘禁。1942年，阿拉曼战役打响，里格斯与老鼠团奉哈姆斯的命令组建防线。里格斯再度违抗命令，夺取一座小山丘，在德斯的帮助下呼叫空袭。两人成功完成任务，但德斯在行动中阵亡。里格斯对老鼠团消极应战感到愤慨，沮丧中出手打了哈姆斯，最终面临牢狱之灾。
1942年6月，美国海军飞行员中尉韦德·杰克逊（Wade Jackson，原型為理查·貝斯特與諾曼·克萊斯，德瑞克·菲利浦斯飾）与尾炮手航空机械师马特奥·埃尔南德斯（Mateo Hernandez）一同参加中途岛海战。1943年11月，两人的飞机在布干维尔岛突袭大日本帝国陆军时被击落，遭日本兵俘虏，在美军第93步兵师的帮助下脱困，后偷取大日本帝国海军的九九式艦上轟炸機帮助93师重夺岛屿。
1942年8月，苏联红军护士波琳娜·彼得罗娃（Polina Petrova，原型為柳德米拉·帕夫利琴科，蘿拉·貝莉飾）亲眼见证德军入侵斯大林格勒，父亲鲍里斯（Boris Petrov，埃利亞·貝斯金飾）惨死在德军槍下。她带着哥哥米沙（Misha）和几位苏军游击队员逃跑，因狙击枪法了得，常出其不意地偷袭敌军，故被敌军称为“夜莺女士”（Lady Nightingale）。而后，波琳娜开始追杀发动入侵的德意志国防军指挥官里歐·施坦纳（Leo Steiner，Ray Proscia飾）。1943年1月，收到情报的彼得罗娃和米莎在斯大林格勒暗杀施泰纳，米沙在战斗中被敌人狙击手打中负伤。为了给妹妹时间逃跑，米沙拉响手榴弹，与敌人同归于尽。波琳娜后来跟着施泰纳的脚步，成功击杀他和他的部下。后来，斯大林格勒人民在她的英勇事迹鼓舞下，从纳粹手中收复城市。从那时起，波琳娜就把目光投向了施泰纳的上级，赫尔曼·弗萊辛格（Hermann Freisinger，Dan Donohue飾）。
1944年6月，英军伞兵中士亚瑟·金斯利（Arthur Kingsley，契克·奧孔渥飾）参加汤加行动，与伞兵军团一起摧毁梅尔维尔大炮阵地及机座桥梁，协助盟军入侵诺曼底。金斯利在战争中与中士理查德·韦伯（Richard Webb，賽門・克特曼飾）结为兄弟，韦伯后来成为他的得力助手。
金斯利、韦伯、彼得罗娃、杰克逊和里格斯与另一位名叫米洛斯·诺瓦克（Milos Novak）后来被上尉卡弗·布彻（Carver Butcher）招募，组建第一支特种作战特遣队，代号“先锋”（Vanguard），由金斯利出任队长。1945年1月，先锋小队胁持一列驶向德国汉堡的列车，寻找有关凤凰计划（Project Phoenix）的情报。小队渗透纳粹德国海军的潜艇时，被弗萊辛格的手下抓获，除了途中逃跑的杰克逊，以及被弗萊辛格用椅子打死的诺瓦克。小队被送到柏林的盖世太保总部，弗萊辛格派党卫队军官亞尼克·里克特（Jannick Richter，多米尼克·莫納漢飾）前去审讯。后来，杰克逊因为偷飞机被抓，亞尼克杀掉韋伯，给小队一个警告。
里克特为了了解凤凰计划，前去审问彼得罗娃和里格斯，并打算向两人了解施坦纳、隆美尔和弗萊辛格之間的联系。他猜测弗萊辛格借这个计划夺取政权，让自己成为第四帝国的元首。希特勒自杀后，柏林在苏联红军的围困下沦陷，里格斯趁机从审讯室逃跑，救走战友，金斯利杀掉里克特，为韦伯报仇。先锋小队追着弗萊辛格来到机场，最终抓住并活活烧死他。四人登上纳粹德国空军的飞机，找到德军的文件及资产，了解到纳粹要向全世界发起行动，包括新星计划。金斯利决定前去调查纳粹V2火箭，让杰克逊安排飞机。

## 开发
《先锋》是战锤工作室继《使命召唤：高级战争》（2014年）和《使命召唤：二战》（2017）后开发的第三部《使命召唤》系列作品。
《二战》发行后，战锤工作室就负责人格伦·斯科菲尔德和迈克尔·康德里的离开重建了组织架构。在接受VentureBeat采访时，战锤工作室总监亚伦·哈龙（Aaron Halon）谈到工作室重建及开发《先锋》前的心路历程。他强调：“我们热爱我们的遗产，热爱我们制造的东西，但我们也要关心工作室的未来，想想怎么让自身更加强调。我们对一直以来所做的决定感到骄傲，这些决定促成了今天的《使命召唤：先锋》。”
从2012年开发，《使命召唤》作品的开发工作由Infinity Ward、Treyarch和战锤负责，2020年按计划由战锤和Raven Software共同负责开发新作。由于双方存在利益冲突，开发工作改由Treyarch负责，促成了《黑色行动 冷战》的开发。
2021年5月，动视举行一季度创收电话会议，确认新作由战锤开发，定于四季度发行。战锤随后透过Twitter账号确认消息。动视暴雪总裁兼首席运营官丹尼尔·阿莱格里（Daniel Alegre）表示：“我们对今年《使命召唤》顶级之作的发行非常兴奋。开发工作已由战锤工作室负责，目前进展顺利，将在秋季发行。作品视觉效果耀眼，是为次世代平台打造的游戏体验。玩法模式涵盖单人战役、多人游戏及合作模式三大版块，有助于融入、增强《使命召唤》现有的生态系统。我们期待在将来为玩家群体分享更多细节内容。”
《先锋》采用《现代战争》的IW 8.0引擎，性能有所升级。部分游戏画面采用摄影测量法及全新体积光技术开发，环境图形细节和纹理采用破坏层系统，表面受子弹冲击会作出反应。

## 发行

### 公开
2021年8月，部分内部消息人士开始提前披露《先锋》的情报，包括版本及公开预告片内容。其后《使命召唤》官方社交媒体以“幽默”方式承认情报属实，并继续预告游戏公开内容。大约同一时间，《先锋》的首支先导预告片登陆《使命召唤：战争地带》，在大逃杀模式中获胜的玩家可看到一段单独的过场动画，当中《先锋》主角波琳娜·彼得罗娃从远处狙击玩家。一个星期后，游戏名称公开，同时《战争地带》举行披露活动。玩家可以参加限时游戏模式“维尔丹斯克战役”（The Battle of Verdansk），在二战飞机轰炸前摧毁一辆火车。游戏公开预告片在活动尾声公布，其后登陆YouTube及其他社交媒体网站。
8月25日，战锤在Gamescom上公开《先锋》东部战线单人战役关卡“斯大林格勒之夏”的首支演示视频。该关卡以彼得罗娃（蘿拉·貝莉配音）的视角呈现，讲述1942年斯大林格勒遭遇首轮空袭期间，彼得罗娃一路消灭德军的步兵搜索小队，找到回家的路。
9月7日，在由战锤创意总监格雷格·雷斯多夫（Greg Reisodrf）、首席设计师扎克·霍德森（Zach Hodson）、艺术副总监马特·阿伯特（Matt Abbott）主持的将近30分钟的YouTube直播中，《先锋》多人模式内容的深度细节公开，涵盖战术玩法的部分要素、竞赛模式的变化及着重介绍的全新环境破坏功能。

#### 动视商标缺席
《先锋》公开预告片发布后，细节的观众发现影片没有明显地提到动视，首次采用“使命召唤呈现”（Call of Duty presents），而非“动视呈现”（Activision presents），只有声明著作权的附属细则提到了动视。媒体解释是动视身陷员工遭性骚扰的风波，正被加州政府起诉，所以决定与《先锋》保持距离。在给游戏记者斯蒂芬·托蒂洛（Stephen Totilo）的回复中，动视发言人表示不提及是“创意上的决定，反应《先锋》是品牌下一个重大作品”。

### 多人模式公测
2021年9月，游戏多人模式全平台开放公测，内容包括五张地图及部分多人游戏模式，包括团队死亡赛、占点、击杀确认、搜索与摧毁及新推出的巡逻及冠军山模式。公测达到20级的玩家将获得一份武器蓝图，可在《先锋》发行时及之后在《战争地带》使用。

### 搭配漫画
搭配漫画于2021年10月10日游戏公开日在纽约动漫展公开。参与活动的观众可以免费获得以波琳娜·彼得罗娃为主角的第一期漫画。2021年11月4日，动视宣布漫画在游戏官方网站免费上线，其中第一期同日公开。

### 发行
游戏于2021年11月5日全球发行。不论版本，预购玩家可以抢先体验多人游戏模式，同时获赠用《先锋》的一个武器外观包，以及《先锋》和《战争地带》通用的Mastercraft外观蓝图及以《先锋》角色阿瑟·金斯利为形象的特战员。终极版额外附赠角色皮肤及《先锋》单赛季战斗通行季（内容取决于购买时间）及双倍XP经验卡。跨世代主机版及终极主机版包括PlayStation 4和PlayStation 5或Xbox Series S和Xbox Series X两个版本。

### 发行后内容
和《现代战争》和《冷战》一样，《先锋》的发行后内容免费提供，包括新地图、新游戏模式及新赛季活动，付费内容包括内购的战斗通行证及外观包。
2022年1月，动视宣布和日本漫画《进击的巨人》合作，纪念作品动画最后一季播出。跨界内容为全新的皮肤外观，包括武器主题蓝图及以利威尔·阿克曼形象打造的特战员皮肤。

## 評價
| 汇总媒体   | 得分                                  |
| ---------- | ------------------------------------- |
| Metacritic | (PC) 73/100 (PS5) 73/100 (XSX) 74/100 |

| 媒体          | 得分   |
| ------------- | ------ |
| 電腦遊戲雜誌  | 7/10   |
| 电子游戏月刊  | [ 23 ] |
| GamesRadar+   | [ 24 ] |
| GameSpot      | 7/10   |
| HardcoreGamer | 4/5    |
| Jeuxvideo.com | 14/20  |
| PC Gamer美国  | 60/100 |
| PCGamesN      | 8/10   |
| Push Square   | [ 30 ] |

根据汇总媒体Metacritic，游戏评价“褒贬不一或口碑平平”。
IGN的西蒙·卡迪（Simon Cardy）打出7/10分，认为游戏“单人战役打磨精细，乐趣始终，尽管流程短、重复性高，没有模仿经典的战争电影”。《电脑游戏杂志》的克莱门特·吴（Clement Goh）觉得游戏“落入一年出一作的明显陷阱，以牺牲无聊的僵尸模式为代价，带来有趣的单人战役及多人模式”，并同样打出7/10分。
部分批评严厉批评僵尸模式，认为内容比前作少很多。IGN的卢克·温基（Luke Winkie）给僵尸模式打出5/10分，觉得“没什么创意，除了僵尸头部会出现更大的损伤数值”。《GameRant》专栏作家理查德·沃伦（Richard Warren）认为僵尸模式有多处不足，例如重复使用多人模式的模型、没有传说武器、缺乏“僵尸模式独一无二”的彩蛋。

### 古兰经争议
游戏发行后，玩家发现僵尸模式地图“开始”（Der Anfang）出现了散落在地板上的《古兰经》书页，其中部分沾染血迹。面对穆斯林玩家的批评，动视删掉《古兰经》内容，并在Twitter发文致歉。

### 奖项
| 年份 | 大奖           | 奖项                 | 结果 | 参考   |
| ---- | -------------- | -------------------- | ---- | ------ |
| 2022 | 视觉特效工会奖 | 实时演算作品杰出视效 | 待定 | [ 39 ] |
| 2022 | D.I.C.E.年度奖 | 杰出动画             | 待定 | [ 40 ] |
| 2022 | D.I.C.E.年度奖 | 杰出艺术指导         | 待定 | [ 40 ] |
| 2022 | D.I.C.E.年度奖 | 年度网络游戏         | 待定 | [ 40 ] |

## 備註
1. ↑  Treyarch負責開發遊戲的殭屍部件。Beenox、Demonware、High Moon Studios、動視上海工作室和Toys for Bob負責遊戲的額外工作。而Raven Software負責將遊戲整合到《決勝時刻：現代戰域》[1]。
2. ↑  同样于2021年12月加入《战争地带》的《冷战》金斯利和《先锋》的金斯利不是同一个角色。